# 川本淳市
川本 淳市（かわもと じゅんいち、1970年6月11日 - ）は、日本の俳優。旧芸名は川本 淳一（かわもと じゅんいち）。千葉県我孫子市出身、在住。東葛映画祭などの地域活動も手がける。47ENGINE俳優部 所属。

## 来歴
千葉県我孫子市出身。1994年に劇団スーパー・エキセントリック・シアターに入団、1995年に映画『哭きの竜』主演で映画デビュー、『男組』『大いなる完』『CHARON』『真・女立喰師列伝』『ポチの告白』などに出演。2005年から東葛映画祭の実行委員も務める。また俳優ユニット47ENGINEをプロデュース。2010年まで赤坂メインキャスト・スタジオにて、2011年より新宿タイニイアリスにてマンスリー公演していた。

## 人物
- 身長 177cm。
- 趣味は東葛映画祭に代表される地域活動。
- 特技はアクロバット・アクション。
- 血液型はA型。
- 好きな色は赤。
- 旧芸名は川本 淳一。
- かつてはメインキャストプロダクションに所属、その後、ヴィランズ株式会社に移籍。

## 出演

### 映画
- 哭きの竜（1995年6月17日、高橋伴明 監督）- 主演・竜
- ろくでなしBLUES（1996年、那須博之 監督）- 原田成吉
- 地獄堂霊界通信（1996年、那須博之 監督） - 日向
- 大いなる完 ぼんの（1998年、高橋伴明 監督）
- 平成金融道 マルヒの女（1999年）
- なで肩の狐（1999年）
- 実録外伝 武闘派黒社会（1999年） - 赤井イサオ
- ISOLA 多重人格少女（2000年、水谷俊之 監督）
- 実録・夜桜銀次2（2001年）
- 九州マフィア外伝（2001年）
- 錬金(シノギ)の帝王（2001年、高瀬将嗣 監督）
- RUSH! ラッシュ（2001年、瀬々敬久 監督）
- 日本抗争列島 牙の如く（2001年）
- 修羅のみち シリーズ（2001年 - 2022年） - 関東共住会大神組組員 浅倉和夫
  - 修羅のみち1 関東vs関西全面戦争勃発（2001年）
  - 修羅のみち2 関西頂上決戦（2002年）
  - 修羅のみち4 北九州代理戦争（2002年）
- 龍虎兄弟（2002年） - 武田組組員 カゲヤマ（武田組若頭本田の運転手）
- 極道はクリスチャン/修羅の抗争（2004年）- 寺西修平
- CHARON カロン（2007年、高橋玄 監督） - 示現道男(ギャング)
- 真・女立喰師列伝 荒野の弐挺拳銃 バーボンのミキ（2007年、辻本貴則 監督 / 押井守 総監修） - サブ
- ポチの告白（2009年、高橋玄 監督）- 草間
- Girl's Life（2009年）
- ザ・ボディガード（2010年、金澤克次 監督） - シロヤマ（AYAのマネジメント）
- 結び目（2010年 小沼雄一 監督） - 奥津啓介
- 相棒シリーズ X DAY（2013年 橋本一 監督）[1] - 捜査二課刑事 堤
- ゼウスの法廷（2014年 高橋玄 監督） - 山岡勇次
- ヲ乃ガワ WONOGAWA（2014年 山口ヒロキ 監督） - 月山アザグ
- Flare  フレア（2014年） - マツモトヨウスケ 役[2]
- 覇王I 凶血の系譜（2016年、小沢和義 監督） - 新宿木場一家幹部 水戸昇一
- 極道天下布武（2017年、港雄二 監督） - 織木組幹部 柴木組組長 柴木勝家
- D5/5人の探偵（2018年、プロデューサー：川本淳市、高橋玄 監督）- 影山（劇場支配人）
- 侠の絆（2018年） - 横浜物産社長秘書
- 真言アイロニー（2020年、石原ひなた 監督） - 新村雅治
- 銀幕彩日（2021年公開）
- 名もなき絆（2021年公開）[3] - 主演・示現道男
- カニの夢を見る（2022年5月14日先行公開） - 主演
- 近くて遠い親子（2023年、田中慎太郎 監督）[4]
- ひとつの空（2024年、遠藤一平 監督） - 正田健吾[5]

### テレビドラマ
- 東京SEX（1995年、フジテレビ系列）
- 沙粧妙子-最後の事件-（1995年、フジテレビ系列） - 警視庁刑事部捜査第1課 田辺剛
- ウルトラマンコスモス 第58話「復讐の空」（2002年、MBS）- 青い服の男（ギラッガスM） ※未放送作品
- 西村京太郎サスペンス「お局探偵亜木子&みどりの旅情事件帳」第6作「スパイスは死の香り 若女将をめぐる恐怖の三角関係」（2003年、フジテレビ系列） - 浜口功
- 海外ドラマ WITHOUT A TRACE/FBI 失踪者を追え!（2006年、ジェリー・ブラッカイマー制作）
- 相棒（テレビ朝日系列） 
  - season6 第10話 元日スペシャル「寝台特急カシオペア殺人事件!上野?札幌1200kmを走る豪華密室!犯人はこの中にいる!!」（2008年1月1日）- 新井田政彦
  - season8 第17話「怪しい隣人」（2010年2月24日）- 佐藤渉
- 牙狼-GARO- 〜MAKAISENKI〜 第9話「化粧」（2011年12月1日、テレビ東京系列）- 敵役の役者
- 土曜ワイド劇場「監察官・羽生宗一2」（2014年11月1日、テレビ朝日系列）- 遠山新
- 打天下2（2024年4月15日-、香港　Viutv）-如月智眞　役

### Vシネマ
- 麻雀飛翔伝 哭きの竜（1995年）- 主演・竜
  - 麻雀飛翔伝 哭きの竜2（1996年）
  - 麻雀飛翔伝 哭きの竜3（1996年）
- リップスティック 墜ちていく女（1996年）
- 突撃 ラクガキ愚連隊（1997年）
- 新・どチンピラ1・2（1997年） - 主演・海藤仁
- 団地妻'98 危険なエクスタシー（1998年）
- 報復攻撃 美しき殺人者（1998年） - 良介（美幸の恋人）
- 男組（1998年） - 主演・流全次郎
- パチプロ探偵ナナ（2000年）
- ケンカ包丁!! 義（2000年） - 一樹の兄
- 新極道伝説 三匹の竜2（2000年）
- 男たちの遊戯（2001年） - 涼（松田の弟）
- 錬金の帝王（2001年）
- 実録・北海道やくざ戦争 逆縁 完結編（2001年）
- 喧嘩の極意 突破者番外地（2001年） - 立花緑（南方の舎弟）
- 極道烈伝 桜(HANA)と龍(RYU)（2001年）
- 借王（シャッキング）8 狙われた学園（2001年） - 稲村成浩（稲村の甥）
- 借王（シャッキング）ファイナル（2002年） - ひかり銀行 銀行員（安斉の後輩）
- 民事介入暴力(ミンボー)〜非合法領域〜2（2002年） - 三田村ケンジ（板前）
- CODENAME NABI Mission1 殺しのルージュ（2002年）
- 隠忍術 しのび 参（2002年）
- 錬金(シノギ)の帝王2（2002年）
- 実録・史上最大の抗争 義絶状（2002年8月） - 三代目山王会武田組若頭補佐 大井康晴
  - 実録・史上最大の抗争 義絶状2（2002年10月） - 四代目山王会武田組若頭補佐 大井康晴
- 愚連隊の神様 万寿十一伝説 紅蓮 大陸からの刺客（2002年）
- 真・雀鬼16 / プロ雀士哀歌! 漢(おとこ)たちの絆（2003年）
- 真・雀鬼17 / 魂(こころ)を受け継ぐ者（2003年）
- 隠忍術 しのび 四 殺戮の終末（2003年）
- 昭和博徒伝外伝（2003年）
- 新・妖女伝説 セイレーン（2004年）
- 蜜味（2004年）
- サバイバル自衛隊 SO SOLDIER（2005年）
- 仁義42 兄弟の絆（2005年）
- 野獣(クーガ)の檻 Nami第42雑居房（2007年） - カガミキョウスケ（ナミの恋人）
- 首領の一族 前編・後編（2007年、大塚祐吉 監督） - 青雲会組員 三島篤（青雲会会長三島修司の甥）
- 富士の魂（2007年）
- 暗黒街の帝王〜カポネと呼ばれた男〜（2008年、大塚祐吉 監督）全2作 - ムカイ（公安 工藤）
- 哀愁のヒットマン（2008年） - 麻薬取締官 マツイ
- BLACK MAFIA 絆（2008 - 2009年） -  関西鬼神会幹部
- Girl's Life（2009年）
- 大強盗 〜ギャングな奴ら〜（2010年）
- ギャングコネクション（2010年） - 梁山会幹部
- 修羅を征く獅子1（2011年） - 関東采政会福井組長 福井晶
- 新・首領の一族（2012年） - 青雲会若頭 三島篤
- 三代目代行3（2014年） - 水町組組長 水町慶太
- 破門組（2015年）全2作 - 破門組四天王
- 武闘派の道（2015年） - 綾小路（ホストくずれ）
- 日本統一11（2015年） - 高知 西日本睦会 四国会 伊勢脇一家若頭 吉門康平
- 列島分裂 東西10年戦争 第1章･第2章（2016年、企画・監修：曽根晴美）全2作 - 誠心会若頭補佐 谷内組組長 谷内二郎
- プラチナ代紋1･2･3（2016年） - 竹田組若頭 鹿島達男
- 仁義のはらわた1･2（2016年） - 多胡一家幹部 石川
- 双頭の龍（2017年）全2作 - 花幸一家若頭補佐 鶴見大介
- 強者(ツワモノ) 第3章（2017年）
- 制覇9･10･11･12･13･14･15･20(完結)（2017年 - 2019年） - 東京五等連合 四代目中林一家総長 中林豪士
- 裏切りの仁義（2017年） - 啓仁会笹川組若頭 兵頭幸太
- 裏切りの仁義2（2017年） - 啓仁会笹川組組長代行 兵頭幸太
- 裏門釈放1,2（2017年）全2作 - ブラックの鉄
- 極道天下布武 第二章 - 第五章（2017年） - 織木組幹部 柴木組組長 柴木勝家
- 首都抗争（2017年） - 武田一家本部長 石橋雅之
- 我王伝（2018年） - 龍侠会今泉組若頭 石田明
- ギャングシティ 大阪黙示録（2018年） - 三連和会若頭補佐 ニトウ
- 漆黒の男たち（2018年） - 竹宮連合山科組舎弟頭 代貸 坂崎努
- 疵と掟3･4･5（2019年） - 安斉組組員
- GOKU・OH 極王 2･3･4･5（2019年 - 2020年） - 大東亜連合会理事長 児玉良一
- 影と呼ばれた男たち1･2･3（2019年 - 2020年） - 警視庁 公安 フジワラ
- 織田同志会 織田征仁1･2･3･4･5･6･7･8･9（2020年 - 2022年） - 相模会若頭 猪瀬組組長→相模連合会長 猪瀬義男
- 麻雀破壊神 むこうぶち傀 山師（2020年） - 与田
- 漆黒の神威（2020年） - 北条航（弁護士）
- 義兄弟2,3（2021年）
- 極道の紋章レジェンド 第十章（2023年）- 関東睦会木嶋組組長 木嶋良平

### ラジオ
- 川原英之のプリンシパリティRADIO（2021年7月 - 、レインボータウンFM）毎週月曜23:00-23:15
プロデューサー：川本淳市 メインパーソナリティー：川原英之

## プロデュース・監督
- D5/5人の探偵（2018年）プロデューサー
- 長全寺[6]（2021年）監督